# Quantum satis
Quantum Satis of quantum sufficit (afkorting qs of QS) is een Latijnse term. Het betekent: De hoeveelheid die nodig is.
In wezen betekent de toevoeging Quantum Satis niets anders dan: Voeg zoveel van dit ingrediënt toe als nodig is om het gewenste resultaat te bereiken, maar niet meer. De term is als hoeveelheidsaanduiding afkomstig uit de geneeskunde en farmacie.
Tegenwoordig wordt de term ook gebruikt in levensmiddelenregelgeving van de Europese Unie. In voedselveiligheidsregelgeving van de EU is een dergelijke beperkingaanduiding voldoende waar het gaat om met name levensmiddelenadditieven, die niet schadelijk zijn voor de menselijke gezondheid. Het dient om de consument te beschermen tegen de toevoeging van buitensporige en onnodige hoeveelheden additieven.